# Marj ar-Ràhit
Marj Ràhit (àrab: مرج راهط, Marj Rāhiṭ) és una plana propera a Damasc, famosa per les batalles que s'hi han lliurat, dins un territori més ampli conegut com el Marj, entre la comarca de la Ghuta al sud de Damasc, les maresmes d'Utayba i Hijjana i l'estepa desèrtica a l'est, tenint al nord els contraforts de les muntanyes Kalamun i a l'oest les pendents de l'Hermon i al sud les comarques de Ladja i Safa. La zona de Marj Ràhit era coneguda també com a Marj al-Adhra i estava situada al nord; al sud hi havia el Marj as-Suffar.
El març del 634 el general Khàlid ibn al-Walid va sortir de l'Iraq i va derrotar els romans d'Orient a Adjnadayn; els grecs es van replegar a Damasc el març del 635; Khàlid va foragitar de la zona a l'entorn de Damasc als gassànides i es va instal·lar a Marj Ràhit, al nord-est de la ciutat. Amb les tropes d'Abu-Ubayda ibn al-Jarrah es va organitzar el setge, i Damasc es va rendir el setembre del 635.
El 684 fou teatre d'una gran batalla: els qaysites seguidors de Abd-Al·lah ibn az-Zubayr (proclamat califa a la Meca), anaven manats per ad-Dahhak ibn Qays al-Fihrí, governador de Damasc pel ja difunt Muàwiya II, i es va concentrar a Marj al-Suffar; els kalbites, partidaris de Marwan I ibn al-Hàkam (proclamat califa) els volien desallotjar; un primer xoc es va produir a l'agost del 684 a Marj al-Suffar i els qaysites es van replegar cap a Damasc però els adversaris eren al nord-est al peu de la Thaniyyat al-Ukab i es va lliurar la gran batalla de Marj Ràhit que es diu que va durar 20 dies, i la lluita final va tenir lloc el 18 d'agost de 684. La mort al combat de'al-Dahhak va decidir la batalla a favor de Marwan; tots els caps qaysites menys un van morir i 80 notables de Damasc i dos companys del Profeta (Zumayl ibn Rabia i Rabia ibn Amir al-Djarashi). La família kalbita dels Bahdal va adquirir una gran preponderància, i els qaysites van seguir oposant-se aliats als Bahila i els Ghani.
Sayf-ad-Dawla, emir hamdànida d'Alep, va trencar el 946 el tractat que havia concertat amb el visir Abu-l-Misk Kàfur d'Egipte i es va apoderar de Damasc i l'emir egipci Abu-l-Qàssim Unujur ibn al-Ikhxid va enviar un exèrcit per recuperar-la. Derrotat l'hamdànida prop de Nasira el desembre del 946 es va retirar a Damasc i va acampar a Marj Ràhit i després va seguir cap a Homs (gener del 947) i els egipcis van recuperar Damasc, però la primavera Sayf al-Dawla va retornar i fou derrotat a Marj Ràhit havent de fugir cap a Alep.
El 991/992 el califa fatimita al-Aziz va deposar el governador de Damasc Munir al-Khadim i el va substituir amb el general turc Mangutegin o Magutakin; aquest va anar primer a Adhra (Marj Ràhit) abana d'entrar a Damasc.
Zengi va anar a acampar al Madj Rahim (entre Adhra i al-Kusayr) el febrer de 1135, venint d'Alep amb intenció d'ocupar Damasc. Mentre la ciutat preparava la defensa Zengi es va traslladar més al sud a al-Akaba al-Kibliyya en el camí de l'Hauran. Altra vegada va aparèixer per la zona Zengi el 22 de juny de 1141. Destacaments seus van saquejar el Hauran, la Ghuta (una comarca al sud de Damasc) i Marj, per impedir l'abastiment de Damasc, però una sortida dels assetjats el va obligar a retirar-se cap al Marj Ràhit, on va esperar a les tropes que feien els saquejos sortint després cap al nord.
Nur-ad-Din Mahmud va instal·lar el seu campament a Adhra (Marj Ràhit) la primavera del 1149, mentre assetjava Damasc. Dos anys després el 2 de maig de 1151 hi va tornar, però va canviar diverses vegades d'emplaçament i finalment es va retirar en acostar-se els francs de Jerusalem cridats per la gent de Damasc. En el tercer setge de Damasc per Nur al-Din el campament es va establir (abril de 1154) a Mard al-Kassab al nord de Bab Tuba.
El 1280 hi va reunir tropes el sultà Qalàwun, amb les que va anar cap a Homs.
El 1298-1299 l'il-kan Ghazan va entrar a Síria, van passar per Hamat i van avançar fins a Damasc. El juny de 1299 es van reagrupar al Marj Ràhit abans d'atacar Damasc que fou assaltada i incendiada. La comarca de la Ghuta fou saquejada. Ghazan va nomenar governador a un mameluc que (juntament amb Baktimur al-Silahdar) s'havia passat al seu bàndol: Sayf al-Din Kiptxak al-Mansuri. Poc després les tropes mongoles de Kutlushah es van retirar i Kiptxak al-Mansuri es va sotmetre altre cop al sultà mameluc An-Nàssir Muhàmmad ibn Qalàwun; el govern però fou retornat a Djamal al-Din Akkush al-Afram que l'exercia fins a l'arribada dels mongols.
El 1303 els mongols van crear el Marj Ràhit per anar al Marj al-Suffar on vn establir posicions a Shakhab per afrontar l'exèrcit mongol. Vegeu Marj al-Suffar.
A partir del segle xiv el nom de Marj Ràhit va desaparèixer i es va imposar Marj Adhra.